# Liveset
Der Begriff Liveset bezeichnet im Musikerjargon einen DJ-Liveact mit selbst produzierter Musik vor Publikum im Gegensatz zur Tonaufnahme im Studio.
Ebenfalls Liveset genannt wird ein DJ-Mix (auch DJ-Set) in der Technokultur, bei dem ein DJ vor Publikum eine eigene Reihenfolge aufgezeichneter musikalischer Teile präsentiert.
Häufig werden im Bereich der elektronischen Tanzmusik sogenannte Mix-Alben beziehungsweise Mix-Compilations auch kommerziell vermarktet, Beispiele dafür sind die Fabric-Live-Serie oder die DJ-Kicks-Serie.
In der Hip-Hop-Szene wird stattdessen für Zusammenstellungen von DJs häufig der Begriff Mixtape verwendet. Auch Veröffentlichungen auf CDs werden hierbei häufig als Tapes bezeichnet.